# Gigantometra gigas
Gigantometra gigas (лат.) — вид водомерок, полужесткокрылых насекомых из подотряда клопов. Выделяется в монотипный род Gigantometra. Самая большая в мире водомерка, размах её ног может достигать более 25 см. Распространен в Юго-Восточной Азии, обитает в бассейнах быстрых субтропических и тропических лесных ручьев в высокогорном северном Вьетнаме и на острове Хайнань. Большой размах ног необходим этим водомеркам, чтобы распределить относительно большой вес их тела по поверхности воды. Половой диморфизм выражен в том, что самцы крупнее самок. Диморфизм выражен в длине сетментов ног, которые у самцов на 10—50 % длиннее, чем у самок; самцы, как правило, более изменчивы по размеру, чем самки, особенно в отношении сегментов ног. Было высказано предположение, что половой отбор влияет на длину средних ног у самцов и объясняет как увеличение, так и изменчивость длины средних ног, при этом длина задних ног имеет аналогичную корреляцию

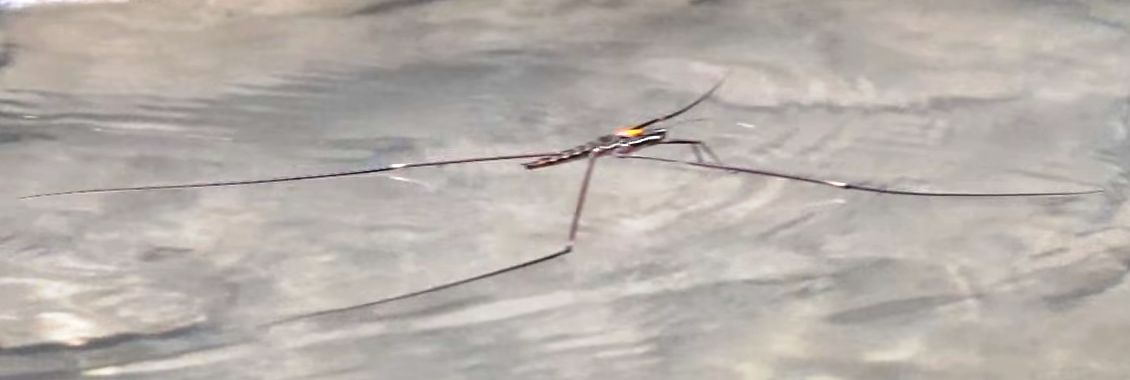
Водомерка Gigantometra gigas на поверхности воды

Длина тела составляет около 35 мм, антенн — около 22 мм. Длина бедер средней и задней пар ног около 50 мм. Длина голени задних ног около 75 мм. Средние и задние бедра намного длиннее тела, а задние ноги, из-за необычной длины голеней, значительно длиннее средних ног. Длина 1-го членика лапки задних ног 2,95 мм.
Брюшные дыхальца расположены ближе к переднему, чем к заднему краю каждого сегмента. Gigantometra gigas отличается бледной продольной линией на переднеспинке от всех видов родов Limnometra или Tenagogonus, также обитающих на востоке Азии, и имеющих чёрную линию.